# Strumigenys hoplites
Strumigenys hoplites är en myrart som beskrevs av Brown 1973. Strumigenys hoplites ingår i släktet Strumigenys och familjen myror. Inga underarter finns listade i Catalogue of Life.